# Augustin Hirschvogel

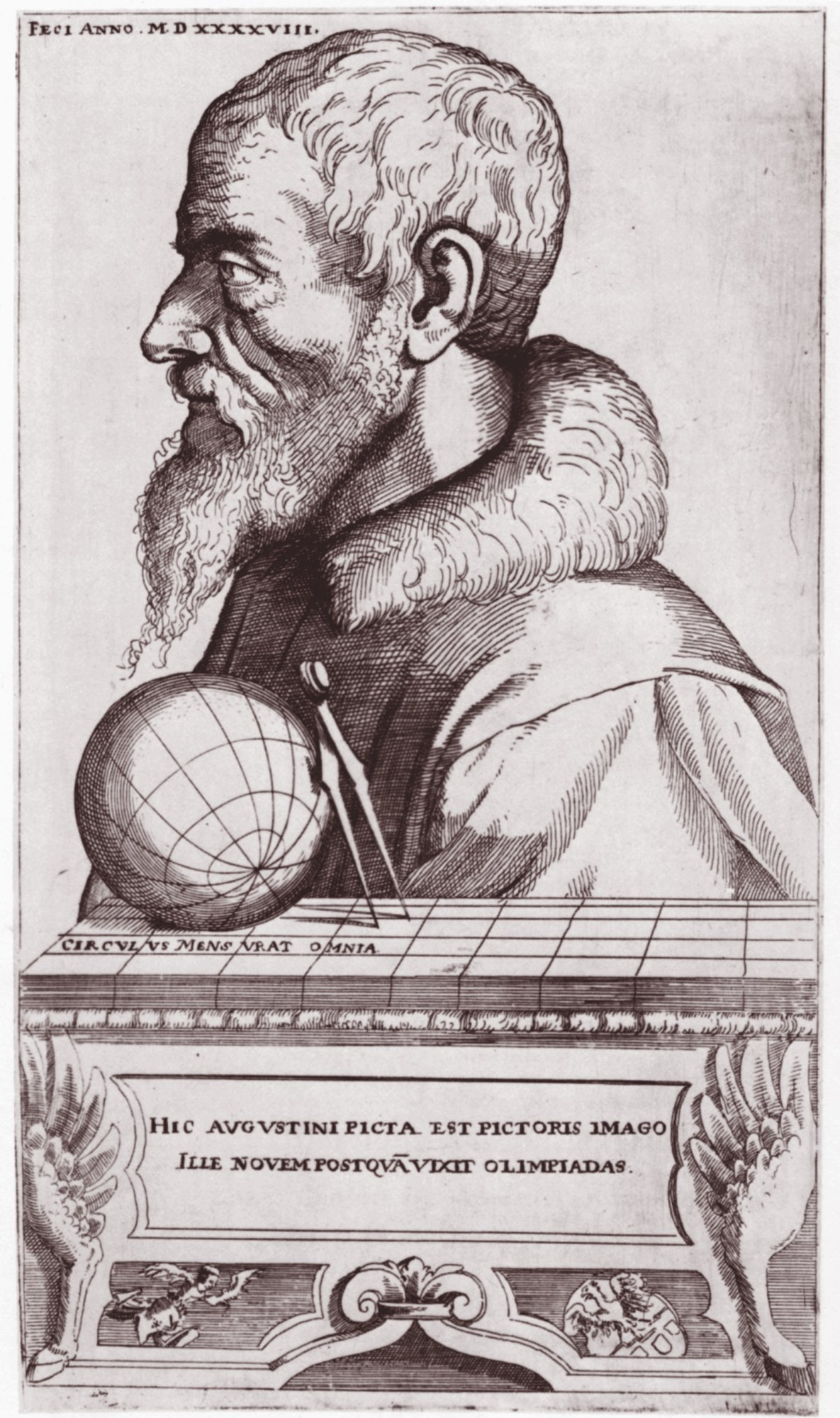
Selbstporträt Augustin Hirschvogels als Kartograf, 1548

Augustin Hirschvogel (* 1503 in Nürnberg; † 5. März 1553 in Wien) war ein deutscher Künstler, Geometer und Kartograf der Renaissance.

## Leben und Werk

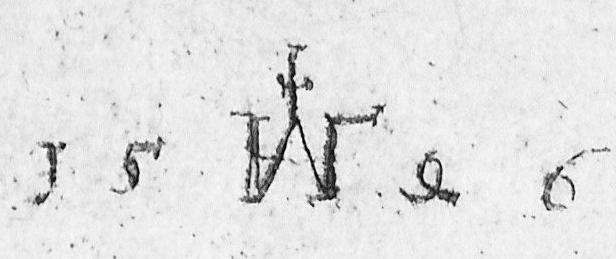
Monogramm „AH“ auf einer Radierung von 1546

Hirschvogel war der Sohn des berühmten Nürnberger Glasmalers Veit Hirschvogel der Ältere (1461–1525), der in Nürnberg fast ein Monopol auf die Herstellung von Glasfenstern für Kirchen hatte. In der Werkstatt des Vaters lernten und arbeiteten Augustin und sein Bruder Veit der Jüngere.
Als die Reformation in Nürnberg Fuß fasste und die einträglichen Glasmalereien für die Katholische Kirche als Einnahmequelle wegfielen, muss sich Augustin Hirschvogel selbständig gemacht und nach anderen Tätigkeitsfeldern umgesehen haben. Um 1530 besaß er zusammen mit den Nürnberger Töpfern Hanns Nickel und Oswald Reinhart eine eigene Werkstatt, die verzierte und glasierte Tonkrüge herstellte. In Nürnberg hergestellte Krüge wurden, obwohl sie nicht unbedingt aus Hirschvogels Werkstatt stammten, „Hirschvogelkrüge“ genannt.
Ab etwa 1536 arbeitete Hirschvogel als Geometer. 1544 ließ er sich in Wien nieder. Als Kartograf unternahm er ausgedehnte Reisen für den königlichen Hof in Wien, unter anderem für den römisch-deutschen König und späteren Kaiser Ferdinand I. Hirschvogel kartografierte fast ganz Südosteuropa. Er schuf unter anderem die erste planimetrische und topografische Karte der Stadt Wien sowie einen Rundplan, der heute im Historischen Museum der Stadt Wien ausgestellt ist. Es wurde lange Zeit vermutet, dass er als erster die Methode der Triangulation anwandte, um Gelände zu vermessen, und dafür eigens ein Messinstrument entwickelte. Diese These wurde in jüngster Zeit jedoch widerlegt (Lit.: Fischer 1999).
Während dieser Zeit schuf der vielseitige Künstler auch Kupferstiche und eine große Zahl von Radierungen, darunter Landschaftsansichten und Porträts, etwa von Paracelsus. Seine Landschaftsdarstellungen sind von der Donauschule beeinflusst.
Als Illustrator schuf Hirschvogel eine biblische Typologie, die Concordantz Alt und News Testaments (1550).
Hirschvogel wurde auch als der Meister der Windsor-Kreuzigung identifiziert, einer Szene der Passion Christi, die sich heute in der Sammlung des Windsor Castle in England befindet.
Hirschvogels Beitrag zur Wissenschaft der Geometrie war sein Lehrbuch Ein aigentliche vnd gründtliche anweysung, in die Geometria sonderlich aber, wie alle Regulierte, vnd Vnregulierte Corpora, in den grundt gelegt, vnd in das Perspectiff gebracht, auch mit jren Linien auffzogen sollen werden (1543).

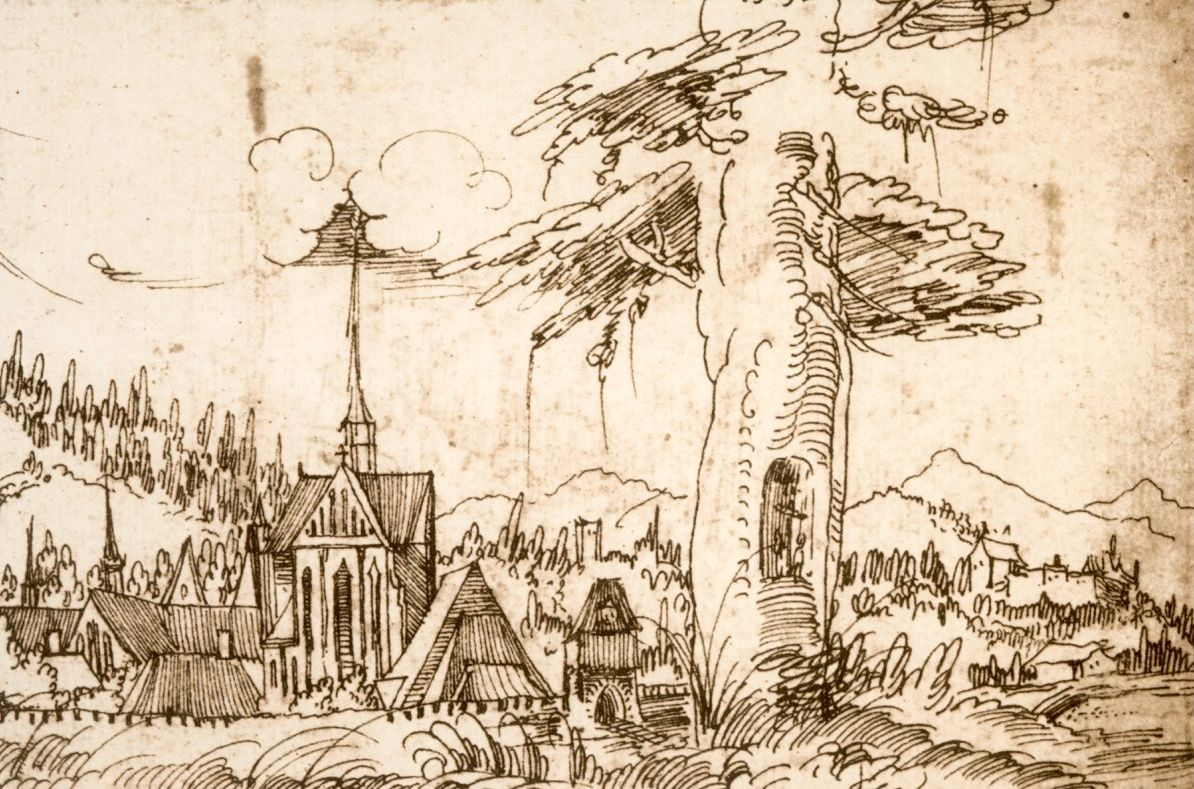
Reichsabtei Salem
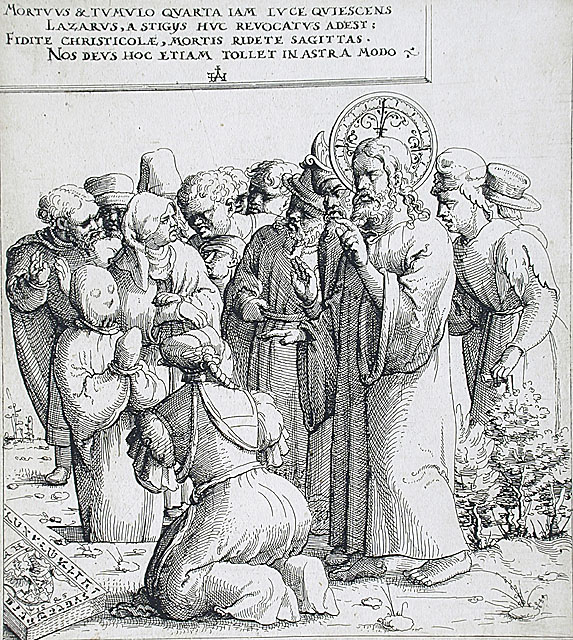
Auferstehung des Lazarus
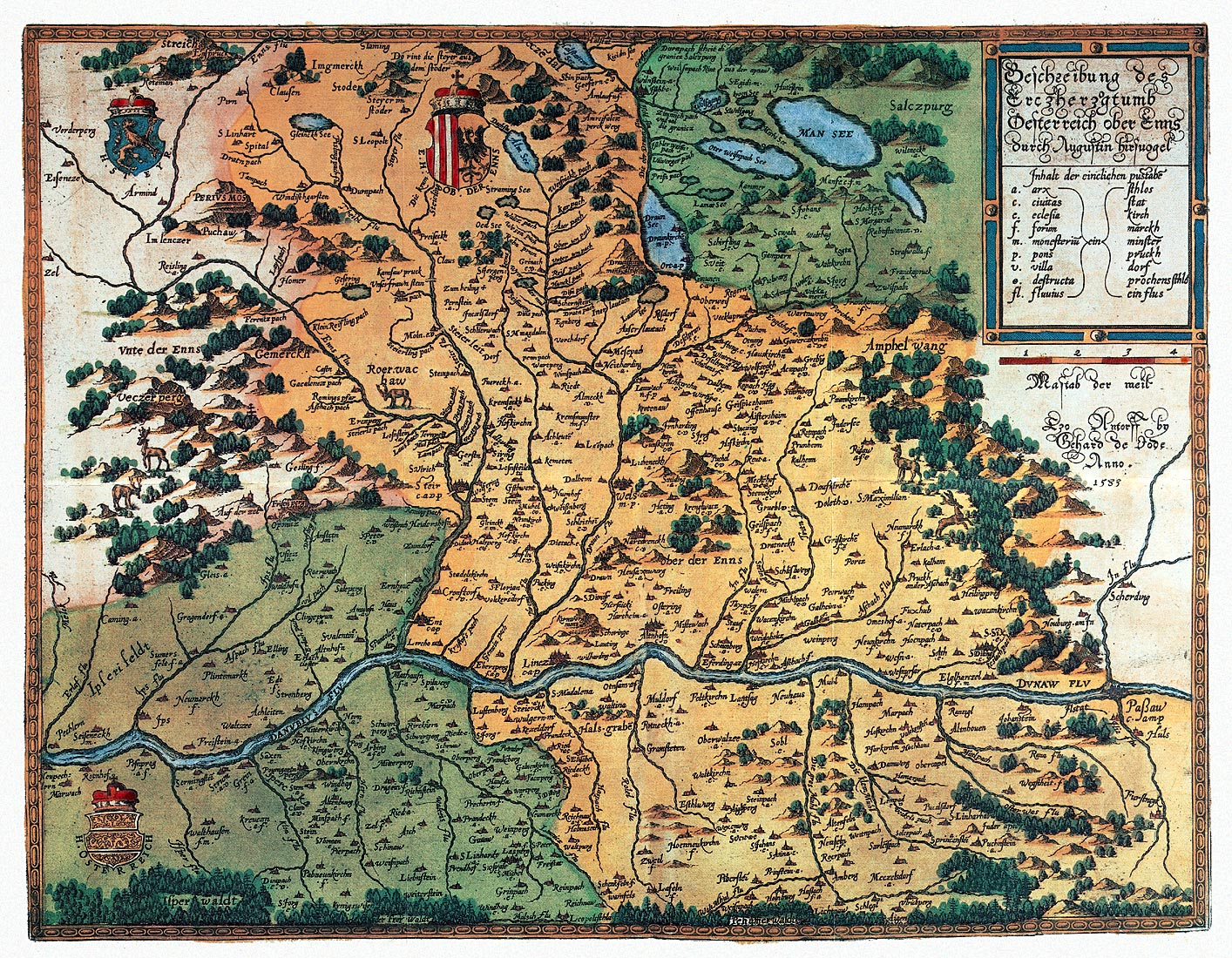
Gesüdete Karte von Österreich ob der Enns
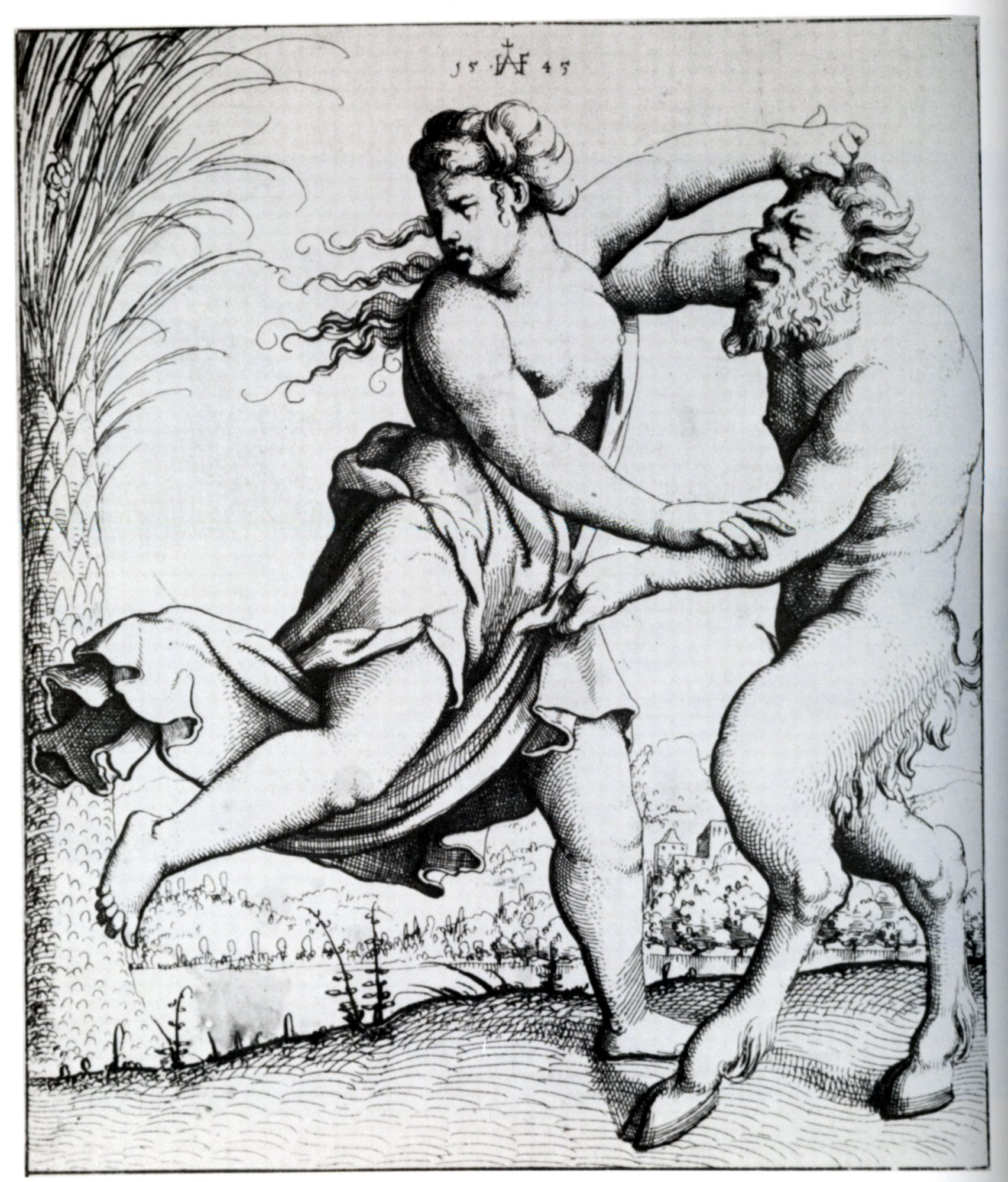
Frau und Satyr
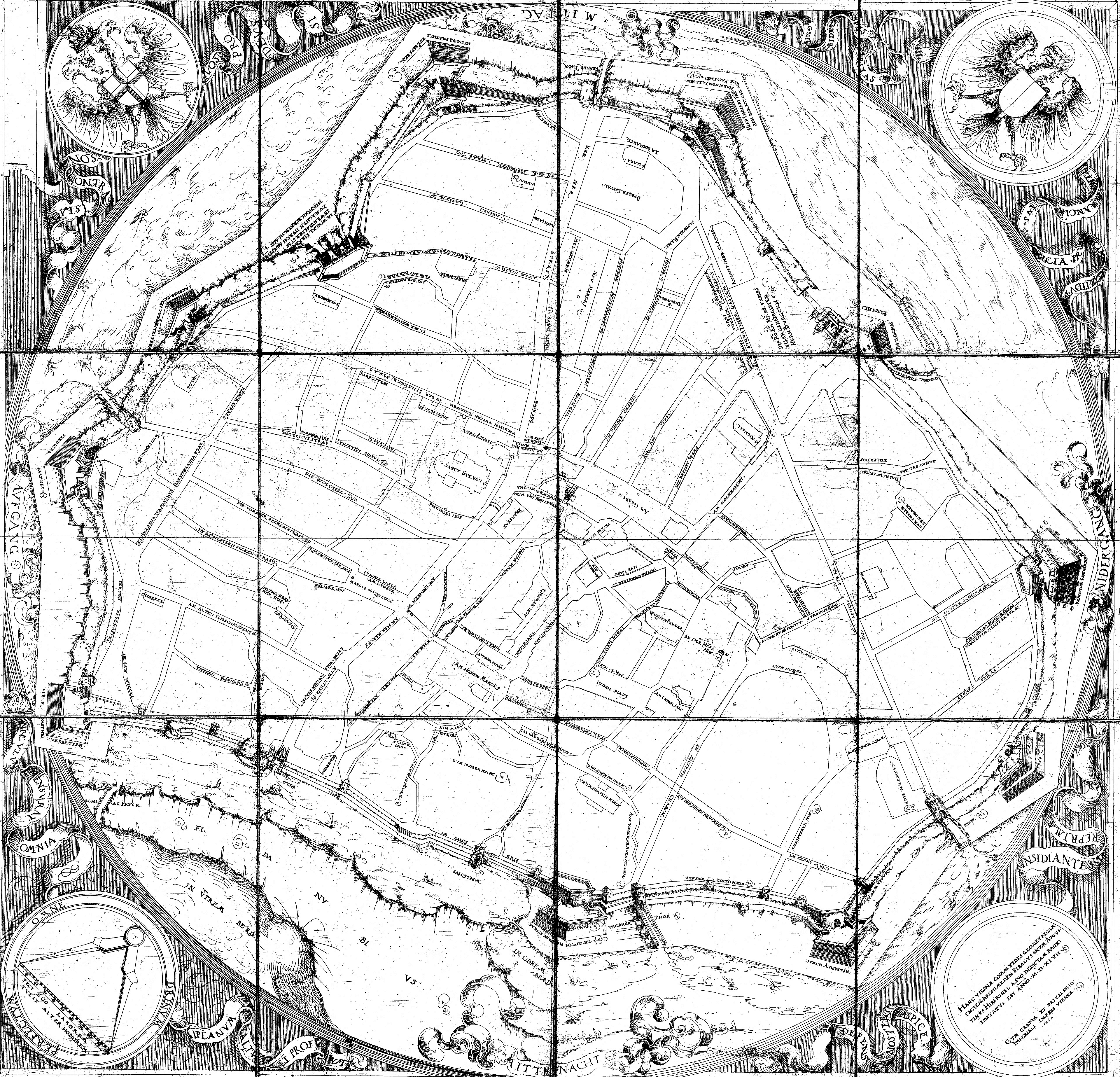
Straßenkarte von Wien

## Würdigung
Die Hirschvogelgasse im Wiener Bezirk Floridsdorf wurde 1894 nach Augustin Hirschvogel benannt.

## Veröffentlichungen
- Beschreibung des Erczherzogtumb Oesterreich ober Enns. 1542 (älteste Regionalkarte von Oberösterreich).
- Geometria. Das Bvch Geometria ist mein Namen, All Freye Kvnst Avs Zvm Ersten Kamen, Ich Bring Architectvra vnd Perspectiva zvsamen. [S.l.] 1543 (eingeschränkte Vorschau in der Google-Buchsuche; Skizzen auch auf slub-dresden.de, Online-Ausgabe der Sächsischen Landesbibliothek – Staats- und Universitätsbibliothek Dresden).
- Ein aigentliche vnd grundtliche anweysung in die Geometria, sonderlich aber, wie alle Regulierte vnd Vnregulierte Corpora in den grundt gelegt, vnd in das Perspecktiff gebracht, auch mit jren Linien auffzogen sollen werden, [Nürnberg] 1543 (urn:nbn:de:bvb:12-bsb00024646-8).
- Hanc Viennae quam vides geometricam faciem Archimedem Siracusanum Augustinus Hirsfogel a suo depictam radio imitatus est anno M.D.XLVII. Grundrissplan der Stadt Wien nach einer Aufnahme von 1547[5] firenze.sbn.it.
- Concordantz unnd Vergleychung des alten und newen Testaments, durch Augustin Hirschfogel kürzlich zusamengetragen. Egidium Adler, Wien 1550 (eingeschränkte Vorschau in der Google-Buchsuche).